# Aero Spacelines Super Guppy
Aero Spacelines Super Guppy – amerykański szerokokadłubowy samolot transportowy używany do przewozu dużych ładunków. 

## Historia
Konstrukcja jest następcą modelu Pregnant Guppy. W odróżnieniu od poprzednika miała większą rozpiętość skrzydeł i była wyposażony w cztery silniki turbośmigłowe o większej mocy. Pierwszy samolot został sprzedany NASA w 1979 roku. Cztery pozostałe zostały zakupione przez Airbus Industries. Maszyny zostały wycofane w 1997 roku
Zbudowano pięć egzemplarzy Super Guppy. Cztery z nich prezentowane są w muzeach:
- Pima Air and Space Museum w Tucson, Arizona[2].
- Bruntingthorpe Aerodrome w Bruntingthorpe, Anglia[3],
- Musée Aeroscopia w Blagnac, Francja[4],
- lotnisko Hamburg-Finkenwerder w Niemczech[5].

Piąty egzemplarz jest wykorzystywany przez NASA w ramach programu kosmicznego. Samolot współpracował z Departamentem Obrony i wykonawcami rządowymi przy transporcie samolotów i dużych komponentów na całym kontynencie